# Ero spinipes
Espèce
Synonymes
- Theridion spinipes Nicolet, 1849
- Ero nicoleti Simon, 1904

Ero spinipes est une espèce d'araignées aranéomorphes de la famille des Mimetidae.

## Distribution
Cette espèce se rencontre au Chili et en Argentine.

## Description
Le mâle décrit par Platnick et Shadab en 1993 mesure 3,0 mm.

## Publication originale
- Nicolet, 1849 : Aracnidos. Historia física y política de Chile. Zoología, vol. 3, p. 319-543.